# Dragons d'Iberville
Les Dragons d'Iberville est une équipe de hockey sur glace ayant évolué dans la Ligue de hockey semi-professionnel du Québec de 1996 à 1998.

## Historique
L'équipe fut créée en 1996 et fut connu sous le nom des Dragons du Haut-Richelieu en 1996-97. Elle prit le nom de Dragons d'Iberville pour la saison 1997-98 avant d'être Transféré à Saint-Laurent.

### Autres noms
Durant les 10 années d'existence de la concession, l'équipe déménagea à trois reprises mais eut quatre noms différents, soit :
- Dragons du Haut-Richelieu 1996-1997.
- Dragons d'Iberville 1997-1998.
- Dragons de Saint-Laurent 1998-2001.
- Dragons de Verdun 2001-2006.

### Saisons en LNAH
Note: PJ : parties jouées, V : victoires, D : défaites, N : matchs nuls, DP : défaite en prolongation, DF : défaite en fusillade, Pts : Points, BP : buts pour, BC : buts contre, Pun : minutes de pénalité
| Saison  | PJ | V  | D  | N | DP | Pts | Classement                | Séries éliminatoires |
| ------- | -- | -- | -- | - | -- | --- | ------------------------- | -------------------- |
| 1996-97 | 35 | 22 | 9  | 0 | 4  | 48  | 2e place, Division LHSPQO | -                    |
| 1997-98 | 38 | 12 | 25 | 1 | 0  | 25  | 5e place, Division LHSPQO | -                    |